# Протолче
Протолче, Протолча — місто на півдні острова Хортиця. Було одним з головних міст перед відправленням до Царгорода і місцем збору руських дружин перед походами на степовиків.

## Загальний опис
Назва походить від «протолча, протолочча» — стиснута течія річки, перекати, пороги; вузьке місце між крутих берегів; або від «протолочити», тобто прокласти стежинку.
Із західної сторони острова Хортиці плавні у північному напрямку поступово звужуються, досягаючи підвищеного берега
Олександр Всеволодович Бодянський, учень Дмитра Яворницького вперше знайшов Протолчу. 1976 року почалися археологічні дослідження.
Протолча постійно існувала щонайменше з кінця 10 сторіччя до кінця 14 сторіччя, хоча називається також початок 5 сторіччя, за часів просування грецьких колоній поселення. До 1243 року місто було руським (українським). Після 1243 року місто входило до Золотої Орди з населенням — бродники. Зникнення Протолчі відносять до початку 15 сторіччя, саме до переходу земель до Великого Литовського князівства з Золотої Орди.
Поселення мало декілька гектарів площі. Протолча мала фортецю[джерело?]. У місті був перший в Україні християнський собор 9 сторіччя, на місці якого згодом було влаштоване паганське капіще. Населення Протолчі було великою мірою слов'янське, у більшості християнське. На ранньому етапі у ньому жило багато греків[джерело?]. У місті оброблялися метали і були інші ремесла. Тутешній народ мав назву бродники, тому що обслуговував броди. Юрій Вілінов називає Протолчу столицею бродників.
Тут був Протолчий брід, що вів з правого берега через Старий Дніпро на південну, плавневу частину Хортиці і далі через череду озер і Новий Дніпро на лівий берег. Дніпровий брід існував до 1956 року. коли він був залитий водами Каховського водосховища.

## Літописи
Вперше згадане о 1103 року у зв'язку з походом Святополку проти половців.
Взимку 1190 року Ростислав Рюрикович пішов проти половців «…поїхали вони бистро у напад до Протолчего і тут зайняли багато стад половецьких на лузі на дніпровськім. А за Дніпром неможно було їм їхати, а то Дніпро було у кризі…». В останній раз Протолча згадується у зв'язку з битвою на річці Калка у 1223 році, коли руси і половці були переможені монголами.